# Audiência Geral
Na Igreja Católica, o termo audiência geral indica uma forma particular de audiência com o Papa.
Seu nome deve-se ao fato de não ser reservado a pessoas ou grupos específicos, mas aberto a qualquer pessoa que deseje participar.
Já celebrados na época de João XXIII (na quarta-feira, 1961), eram geralmente colocados na quarta-feira, tanto no Vaticano como no Palácio Apostólico de Castel Gandolfo, por exemplo nas estadias de verão.
Desde quando  foi introduzida os papas sempre a mantiveram, tornando-se assim uma forma muito útil e apreciada de encontrar os fiéis com o pontífice. No início, era realizado na Basílica de São Pedro ou em outros locais do Vaticano, como o Pátio São Dâmaso. Durante o Ano Santo de 1975, o número de peregrinos que se deslocaram a Roma e que participaram das audiências gerais foi muito elevado e, para maior comodidade, realizaram-se na Praça de São Pedro. Desde então, durante o verão, as audiências gerais acontecem bem na praça, enquanto as demais, nos meses de inverno, quando a presença de peregrinos é menor, ou em caso de mau tempo, são realizadas na Sala Paulo VI, encomendada por Paulo VI para tal objetivo.
Desde 2013, com a eleição do Papa Francisco, devido ao grande fluxo de peregrinos, as audiências sempre foram realizadas na Praça de São Pedro, com exceção de duas audiências em agosto de 2014 e as de janeiro de 2015.